# Saint-Léon (Alta Garona)
Saint-Léon é uma comuna francesa na região administrativa de Occitânia, no departamento de Alta Garona. Estende-se por uma área de 24,21 km². Em 2010 a comuna tinha 1 292 habitantes (densidade: 53,4 hab./km²).